# Буковиця (потік)
Буковиця (рос. Буковица), (пол. Bukowice) — гірський потік в Україні, у Самбірському та Дрогобицькому районах Львівської області у Галичині. Правий доплив річки Стрий (басейн Дністра).

## Опис
Довжина потоку приблизно 4,34 км, найкоротша відстань між витоком і гирлом — 3,85 км, коефіцієнт звивистості потоку — 1,13. Формується багатьма безіменними гірськими струмками. Потік тече у межах Стрийсько-Сянської Верховини (частина Українських Карпат).

## Розташування
Бере початок на південно-східних схилах гори Буківської (998,5 м). Тече переважно на північний схід мішаним лісом і біля присілку Коритища впадає у річку Стрий, праву притоку Дністра.